# Antoni Cwojdziński
Antoni Cwojdziński (ur. 9 października 1896 w Brzeżanach, zm. 7 sierpnia 1972 w Londynie) – polski komediopisarz, aktor teatralny (występował pod pseudonimem Antoni Wojdan), reżyser teatralny, scenarzysta filmowy, z wykształcenia fizyk.

## Życiorys
Syn Tadeusza i Stanisławy z Wojciechowskich. Studiował w Warszawie, Krakowie i Lwowie, a następnie podjął pracę w katedrze fizyki na UW jako asystent prof. Czesława Białobrzeskiego. W latach 1923–1924 uczył fizyki w Państwowym Gimnazjum im. Stefana Batorego w Warszawie. Był słuchaczem Instytutu Reduty w Warszawie, później jej aktorem. Studiował reżyserię w PIST (pod kierunkiem Leona Schillera); absolwent z 1936 r.  
W 1940 r., uchodząc przed aresztowaniem, przedostał się do Londynu. Był tam m.in. instruktorem behawioryzmu oraz sztuki aktorskiej podczas zorganizowanego przez płk. dypl. Stefana Mayera Oficerskiego Kursu Doskonalącego Administracji Wojskowej (kamuflaż polskiej szkoły wywiadu) w Glasgow, gdzie szkolił cichociemnych - przyszłych oficerów wywiadu Armii Krajowej. 
W 1941 r. zamieszkał w USA, najpierw w Detroit, a od 1957 r. w Chicago. W 1961 r. przeniósł się do Londynu. 
W latach trzydziestych XX wieku należał do najczęściej grywanych polskich autorów współczesnych.
Jego synem był Andrzej Cwojdziński, dyrygent, kompozytor i pedagog muzyczny.

## Wybrane sztuki
Wybrane sztuki:
- Teoria Einsteina (wystawiona w 1934 r.)
- Epoka tempa (wystawiona w 1935 r.)
- Freuda teoria snów (wystawiona w 1937 r.)
- Temperamenty (wystawiona w 1938 r.)
- Piąta kolumna w Warszawie (wystawiona w 1942 r. w Nowym Jorku)
- Takie jest twoje przeznaczenie (wystawiona w 1948 r. w Londynie)
- Einstein wśród chuliganów (publ. 1959 r.)
- Hipnoza (wystawiona w 1962 r. w Londynie)
- Obrona genów (wystawiona w 1964 r.)

Dwukrotnie był laureatem nagrody im. Leona Reynela (1934, 1936).